# Janssen (cráter marciano)

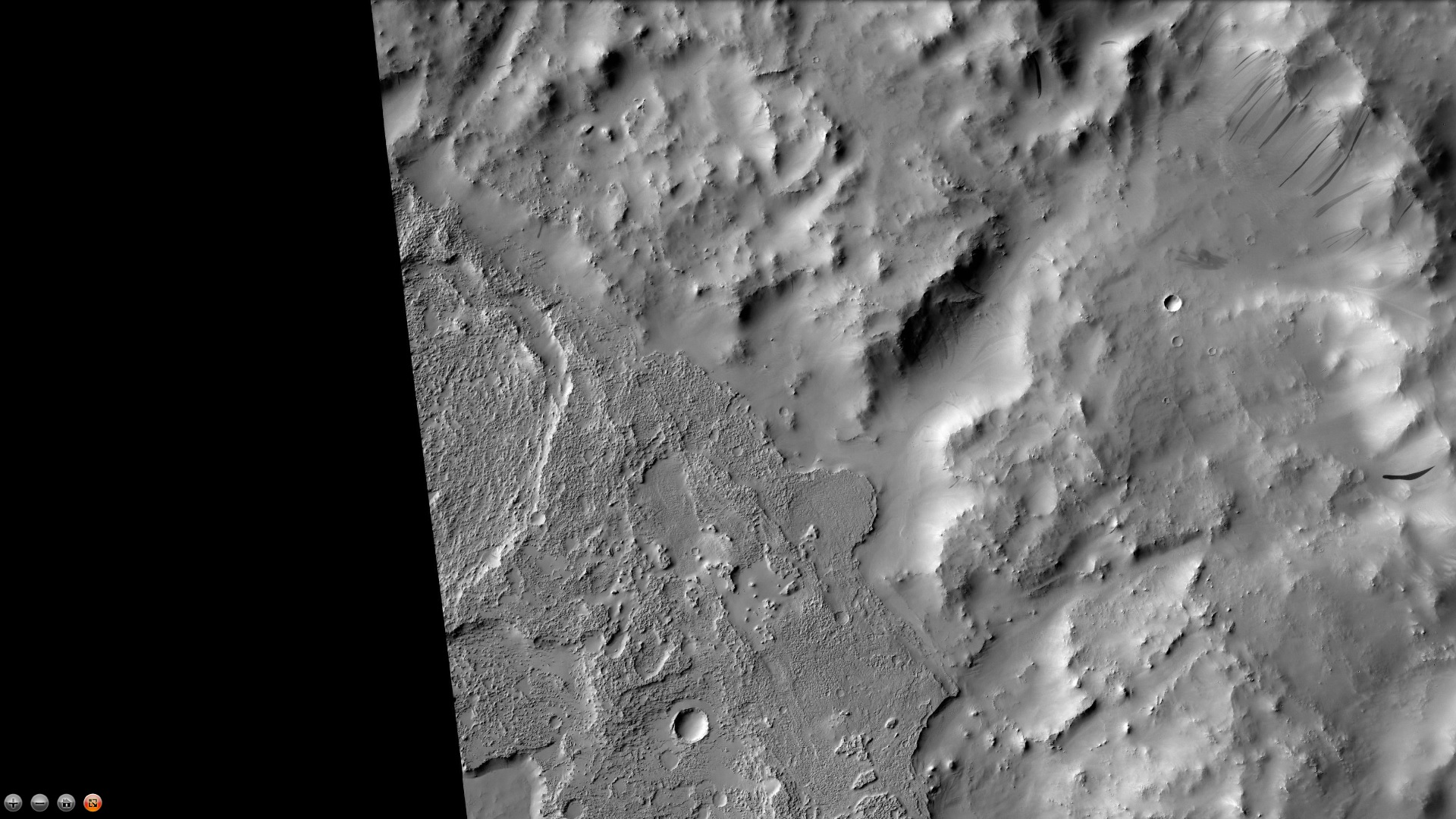
Capas y marcas de pendiente oscuras en el borde nororiental de Janssen (Detalle de la imagen CTX anterior)

Janssen es un cráter de impacto perteneciente al cuadrángulo de Arabia de Marte, localizado en las coordenadas en 2,7° de latitud N y 322,5° de longitud oeste. Tiene 153 km de diámetro. Su nombre fue aprobado en 1973 en memoria del astrónomo francés Pierre Janssen.  Algunas imágenes de detalle del cráter revelan estratos en un depósito del fondo.  Las fotografías del artículo muestran estas capas, así como marcas oscuras de talud. Las marcas más oscuras son las más recientes. Los estratos en el suelo de Janssen han podido tener origen lacustre.
| [[File:Wikijanssen.jpg\|1200px\|alt={{{Alt\|{{{descripción}}}]] |
| Cráter Janssen, fotografía de la cámara CTX a bordo del Mars Reconnaissance Orbiter. Borde este y noreste del cráter (El norte, hacia la izquierda de la fotografía). |